# Doniphan (Nebraska)
Doniphan je selo u američkoj saveznoj državi Nebraska. Prema popisu stanovništva iz 2010. u njemu je živjelo 829 stanovnika.